# Hôtel de la Couronne
Pour les articles homonymes, voir hôtel de la Couronne (homonymie).
L'hôtel de la Couronne est un monument historique situé à Ensisheim, dans le département français du Haut-Rhin.

## Localisation
Ce bâtiment est situé au 47, rue de la Première-Armée-Française à Ensisheim.

## Historique
L'édifice fait l'objet d'une inscription au titre des monuments historiques depuis 1935.

## Architecture

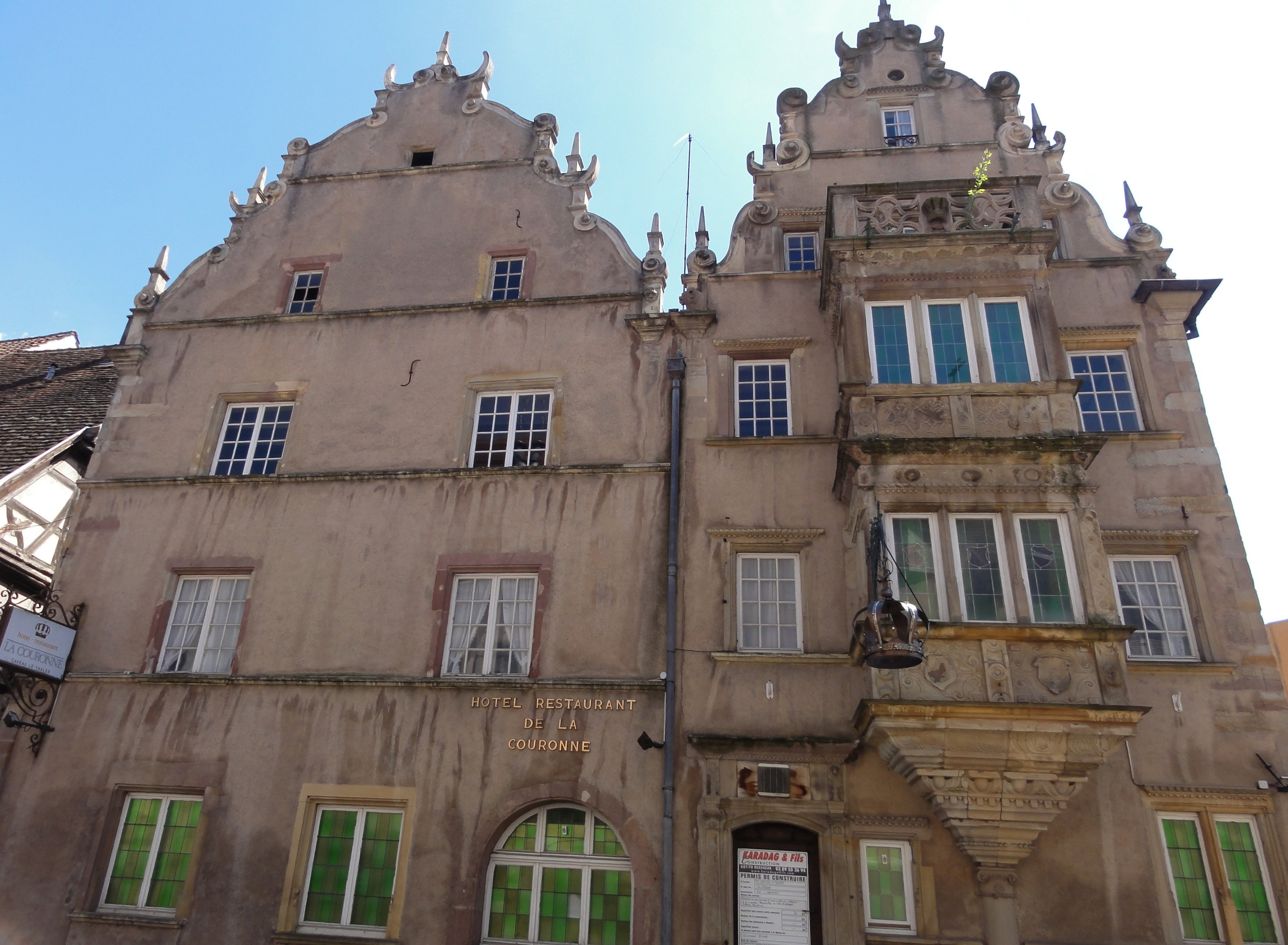
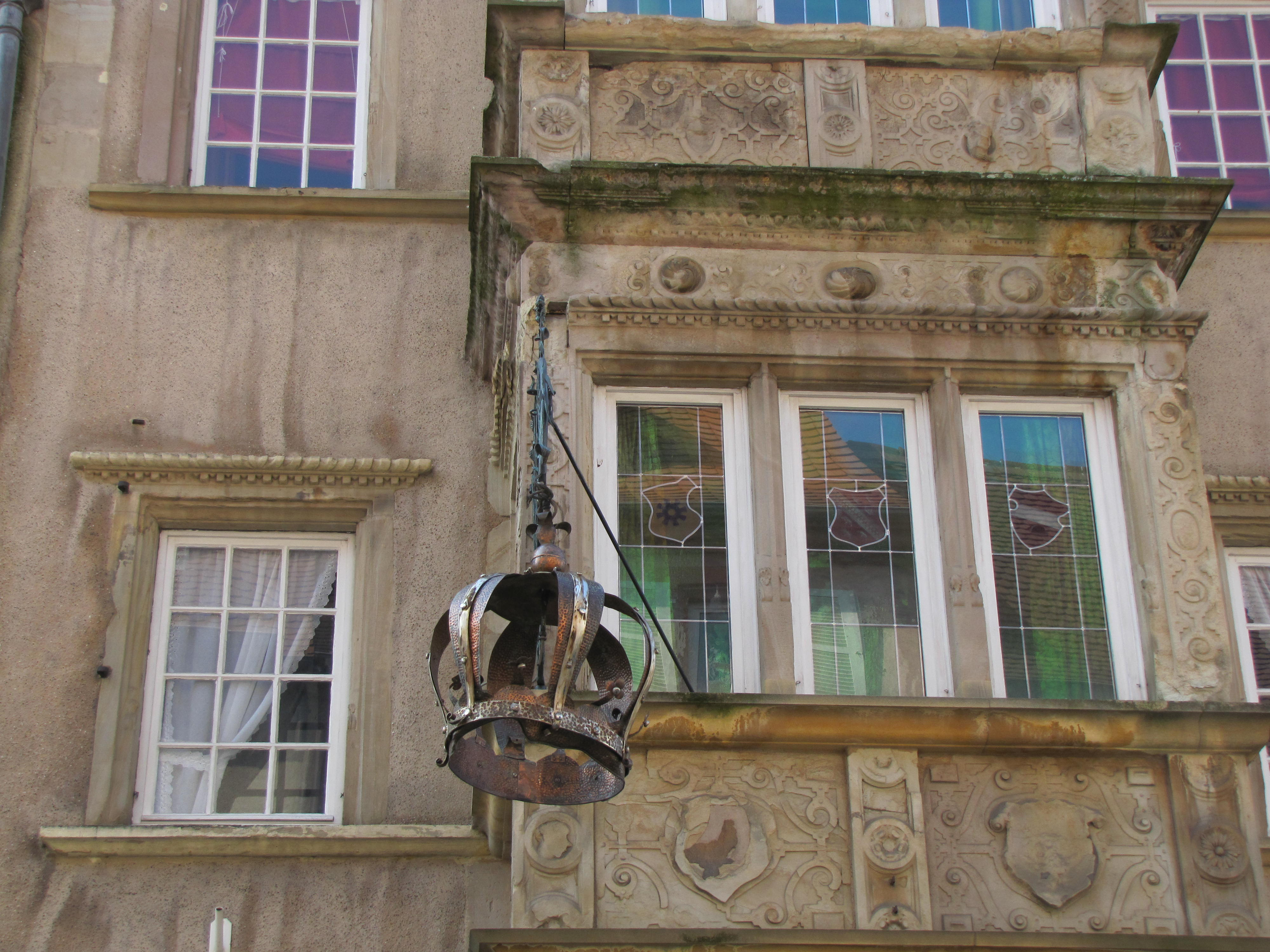
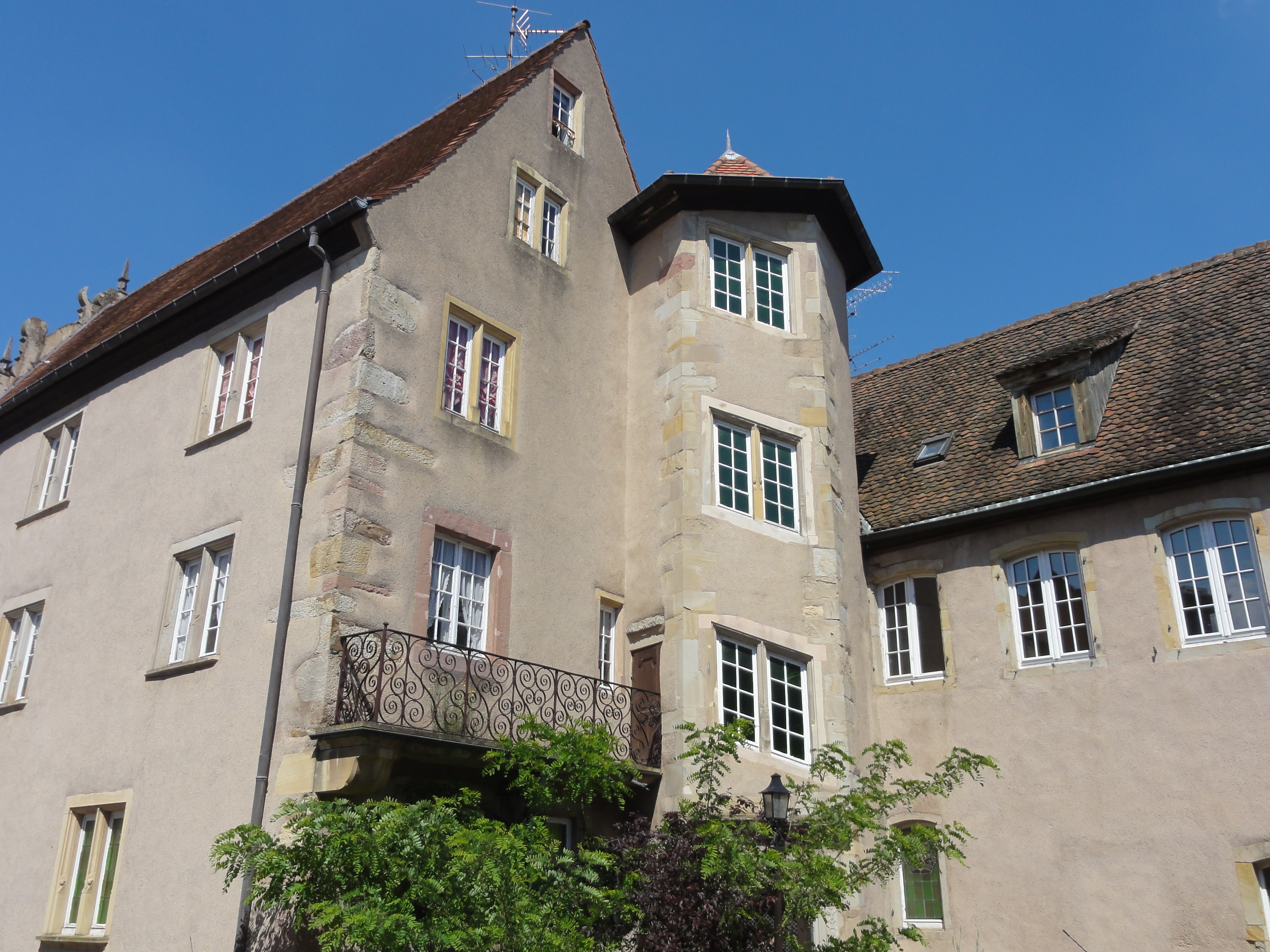
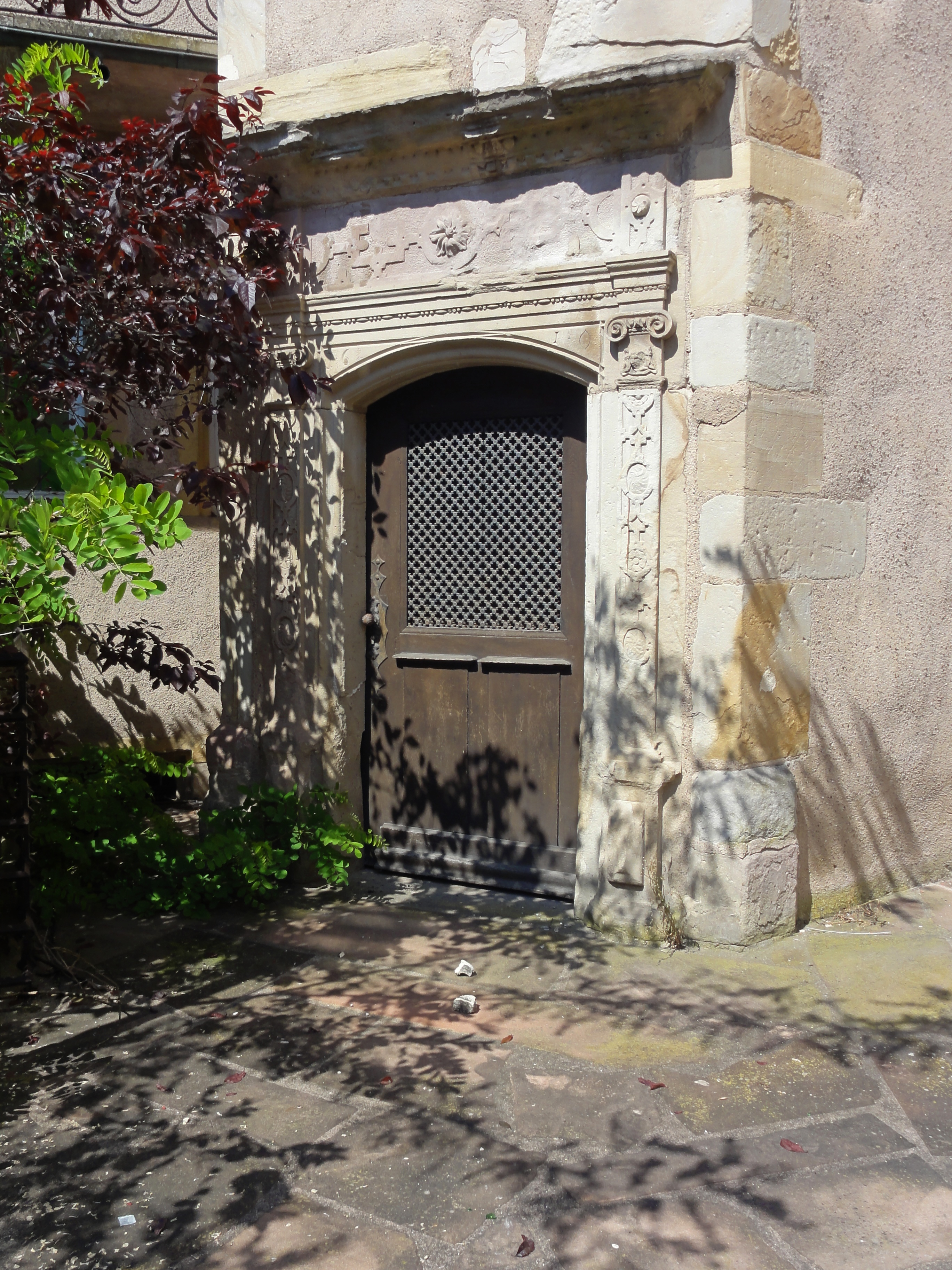